# DJ Yella
Antoine Carraby, mer känd under sitt artistnamn DJ Yella, född 11 december 1967 i Compton i Kalifornien, är en amerikansk discjockey, musikproducent, rappare och filmregissör. Han var medlem av den amerikanska electrogruppen World Class Wreckin' Cru tillsammans med Dr. Dre under 1980-talet, innan han blev medlem av hiphopgruppen N.W.A i slutet av 1980-talet.

## Karriär
Tillsammans med Dr. Dre producerade han Eazy-E:s debutalbum Eazy-Duz-It från 1988, samt tre N.W.A-album, inklusive det första samlingsalbumet från 1987. Han producerade även tillsammans med Dr. Dre och Arabian Prince J. J. Fads debutalbum Supersonic, Michel'les album Michel'le, samt bidrog med trummor på No One Can Do It Better av The D.O.C.. N.W.A:s manager Jerry Heller skrev 2006 om DJ Yellas och Dr. Dres samarbete. Han beskrev det som att de "kusligt förstod varandra när de skapade beats och producerade musik, utan att ens prata med varandra".
Efter N.W.A:s upplösning 1991 stod DJ Yella nära Eazy-E och Ruthless Records. Han producerade J. J. Fads andra album Not Just a Fad (1990), Yomo & Maulkies debutalbum Are U Xperienced? (1991), två låtar på Eazy-E:s EP It's On (Dr. Dre) 187um Killa (1993), låten "Foe tha Love of $" från Bone Thugs-N-Harmonys EP Creepin on ah Come Up (1994), Menajahtwas album Cha-licious (1994), samt låtar från H.W.A:s Az Much Ass Azz U Want. Han producerade även färdigt Eazy-E:s sista album efter hans död i mars 1995. DJ Yella släppte sitt debutalbum One Mo Nigga ta Go 1996 på Street Life Records, med artister från Ruthless Records, bland annat Kokane, B.G. Knocc Out och Dresta.
Efter att han släppt sitt debutalbum tog han en lång paus i musikskapandet, och gick in i porrfilmsbranschen och blev porrfilmsregissör under 12 år. Han säger själv att han producerat och regisserat mer än 300 filmer.
I november 2011 började han arbeta på sitt andra album kallat West Coastin', som släpptes sommaren 2012.
DJ Yella spelades av Neil Brown Jr. i den biografiska filmen Straight Outta Compton om N.W.A 2015. Han porträtterade honom som en som hade ett intresse för sex och kvinnor, som var mindre aggressiv än de andra medlemmarna i gruppen och som även var ovillig att gå i konflikt med Ice Cube.

## Diskografi

### Studioalbum
- 1996 – One Mo Nigga ta Go
- 2012 – West Coastin'